# Erich Schwertner
Erich Schwertner (* 10. Oktober 1918 in Neunkirchen (Saar); † 9. Januar 1965 in Saarbrücken) war ein deutscher Politiker der FDP/DPS.

## Leben und Beruf
Schwertner war der Sohn eines Fahrsteigers und von Beruf Bauingenieur. Nachdem er aus sowjetischer Kriegsgefangenschaft entlassen worden war, wurde er 1950 als Kontaktmann des Auswärtigen Amtes an die Saar geschickt.

## Partei
Nach dem Verbot der DPS wurde Schwertner von der Bundesregierung mit der Gründung der Demokratischen Volkspartei (DV) beauftragt, damit wenigstens eine deutschfreundliche Partei im Saarland präsent sein konnte. Die DV scheiterte jedoch aufgrund massiver Behinderung durch die Franzosen und eines Finanzskandals an der Fünf-Prozent-Hürde. Nach Wiederzulassung der DPS schloss sich die DV dieser an und Schwertner wurde 3. Vorsitzender. 
Nach dem Beitritt des Saarlandes zur Bundesrepublik Deutschland wurde die DPS der Landesverband Saar der FDP, so dass auch Schwertner Mitglied der Liberalen wurde. Von 1958 bis 1960 war er Mitglied im FDP-Bundesvorstand.

## Abgeordneter
Schwertner war von 1955 bis 1960 Landtagsabgeordneter im Saarland.
Am 4. Januar 1957 wurde Schwertner vom Landtag des Saarlandes in den Deutschen Bundestag entsandt. Dort schloss er sich, wie alle DPS-Abgeordneten, der FDP-Fraktion an. Mit dem Ende der Wahlperiode schied Schwertner wieder aus dem Bundestag aus.

## Öffentliche Ämter
Vom 4. Juni 1957 bis 26. Februar 1959 war Schwertner Minister für öffentliche Arbeiten und Wiederaufbau des Saarlandes, nachdem er zuvor bereits seit Januar 1956 Staatskommissar für Wiederaufbau gewesen war. Ab 1960 zog er sich völlig aus der Politik zurück.